# Deutsches Bergbau-Museum Bochum
Het Deutsche Bergbau-Museum Bochum (DBM) is een museum gevestigd aan de Europaplatz in het noorden van de Duitse stad Bochum.
Het richt zich geheel op de mijnbouw en is het grootste mijnbouwmuseum in de wereld. Het beperkt zich zeker niet tot de geschiedenis van de steenkoolmijnbouw, maar maakt ook de winning van goud, zilver, koper en zelfs molybdeen en lithium aanschouwelijk.
Al in 1868 begon de Westfälische Berggewerkschaftskasse (WBK) met een tentoonstelling van mijnbouwwerktuigen om nieuwe koempels vertrouwd te maken met de werktuigen van hun vak. Hoewel er al vroeg sprake was de verzameling ook voor het grote publiek toegankelijk te maken werd dat pas in 1927 serieus ter hand genomen in een oud abattoir. Het museum is dus niet ontstaan uit een oude mijn. Wel werd in 1937 een schacht toegankelijk gemaakt voor bezoek. Het museum houdt zich ook al sinds 1942 met mijnbouwarcheologie bezig. In de Tweede Wereldoorlog moest het museum uiteindelijk zijn deuren sluiten en werd het zelfs enige tijd door tussen de 580 en 760 Bochumers als schuilkelder gebruikt tegen de bombardementen.
Het museum kon in 1948 weer geopend worden en in de jaren 1950 werden ook de onderzoeksactiviteiten in de mijnbouwarcheologie hervat. In de jaren 1970 ontstond er een nieuwe discussie bij de sluiting van vele mijnen. Hoe moest het erfgoed van de industriële geschiedenis voor het nageslacht bewaard worden? Het museum speelde een aanzienlijke rol in deze verandering. De installatie van de schacht van de "Germania" met zijn 71,4 m hoogte werd gered van de afbraak en wordt nu bewaard door het museum. Sinds 1990 houdt men zich ook bezig met de archeometallurgie.